# 龙泉镇 (宜昌市)
龙泉镇，是中华人民共和国湖北省宜昌市夷陵区下辖的一个乡镇级行政单位。2019年被评为中国文化百强镇。

## 行政区划
龙泉镇下辖以下地区：
宋家嘴村、双泉村、雷家畈村、罗家畈村、香烟寺村、法官泉村、青龙村、龙镇村、龙泉村、万家畈村、水符庙村、钟家畈村、跑马岗村、石华山村、车站村、土门村、梅花村、李家台村、白庙村和柏家坪村。